# 168-й гвардейский истребительный авиационный полк
168-й гвардейский истребительный авиационный Краснознамённый полк (168-й гв. иап) — воинская часть Военно-Воздушных сил (ВВС) Вооружённых Сил РККА, принимавшая участие в боевых действиях Великой Отечественной войны и боевых действиях в Республике Афганистан.

## Наименования полка
- 274-й истребительный авиационный полк;
- 737-й истребительный авиационный полк;
- 168-й гвардейский истребительный авиационный полк;
- 168-й гвардейский истребительный авиационный Краснознамённый полк;
- 168-й гвардейский авиационный Краснознамённый полк истребителей-бомбардировщиков;
- 168-й гвардейский бомбардировочный авиационный Краснознамённый полк;
- Полевая почта 10287.

## Создание полка
168-й гвардейский истребительный авиационный полк образован 5 февраля 1944 года путём преобразования из 737-го истребительного авиационного полка в гвардейский за образцовое выполнение боевых задач и проявленные при этом мужество и героизм на основании Приказа НКО СССР № 018 от 05.02.1944 года.

## Переформирование и расформирование полка
- 168-й гвардейский истребительный авиационный Краснознамённый полк 15 декабря 1959 года переформирован в 168-й гвардейский авиационный Краснознамённый полк истребителей-бомбардировщиков[2][3].
- 168-й гвардейский авиационный Краснознамённый полк истребителей-бомбардировщиков в 1988 году переформирован в 168-й гвардейский бомбардировочный авиационный Краснознамённый полк.
- в связи с распадом СССР и реорганизацией ВВС 168-й гвардейский бомбардировочный авиационный Краснознамённый полк в 1992 году был расформирован в составе 34-й воздушной армии.

## В действующей армии
В составе действующей армии:
- с 5 февраля 1944 года по 9 мая 1945 года

## Командиры полка

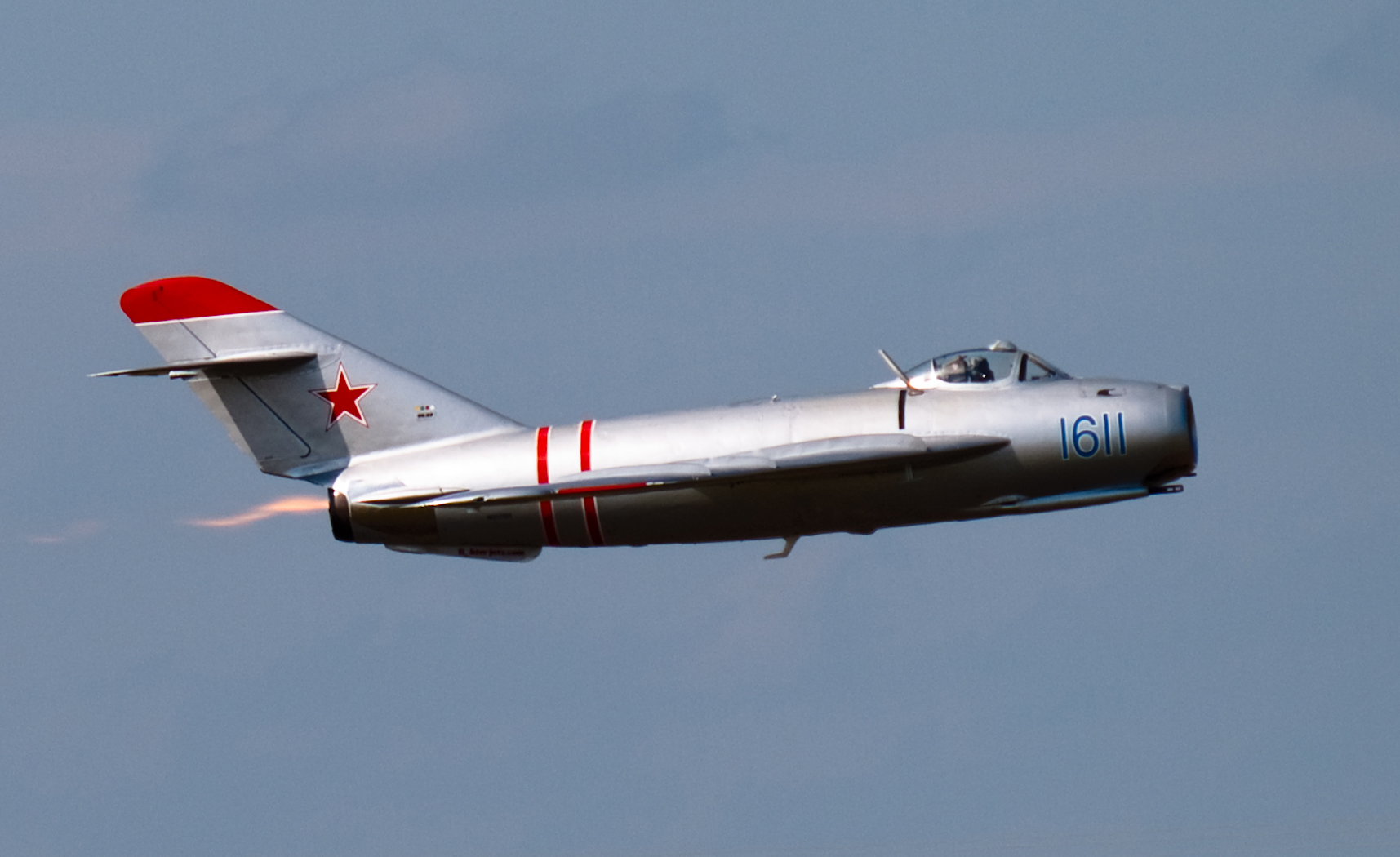
МиГ-17

- майор Матюнин Виктор Артемьевич[5], 03.1941 — 09.1941
- полковник Кондрат Емельян Филаретович[5], 09.1941 — 05.1942
- майор Мазуркевич Анатолий Спиридонович (погиб)[5], 01.06.1942 — 13.07.1942
- подполковник Макаров Иван Герасимович (ВрИД)[5],14.07.1942 — 08.08.1942
- майор Варчук Николай Изотович (погиб)[5], 08.08.1942 — 21.09.1943
- майор Мусатов Фёдор Фролович (погиб)[5], 10.10.1943 — 20.08.1944
- майор Калинин Иван Семёнович[5], 26.08.1944 — 31.12.1945

## В составе соединений и объединений
| Период        | Фронт (округ)                   | армия                                   | дивизия (корпус)                                       | примечание                                         |
| ------------- | ------------------------------- | --------------------------------------- | ------------------------------------------------------ | -------------------------------------------------- |
| 20.10.1943 г. | 1-й Украинский фронт            | 2-я воздушная армия                     | 291-я штурмовая авиационная дивизия                    | Ла-5, Як-1, Як-7б                                  |
| 05.02.1944 г. | 1-й Украинский фронт            | 2-я воздушная армия                     | 10-я гвардейская штурмовая авиационная дивизия         | Ла-5, Як-1, Як-7б, полк переименован в гвардейский |
| 20.08.1944 г. | 3-й Украинский фронт            | 17-я воздушная армия                    | 10-я гвардейская штурмовая авиационная дивизия         | Ла-5, Як-1, Як-7б, получил Як-9                    |
| 14.10.1944 г. | 3-й Украинский фронт            | 17-я воздушная армия                    | 236-я истребительная авиационная дивизия               | Ла-5, Як-1, Як-7б, Як-9                            |
| 01.11.1944 г. | 3-й Украинский фронт            | 17-я воздушная армия Авиагруппа Витрука | 236-я истребительная авиационная дивизия               | Як-1, Як-7б, Як-9                                  |
| 09.05.1945 г. | 3-й Украинский фронт            | 17-я воздушная армия Авиагруппа Витрука | 236-я истребительная авиационная дивизия               | Як-1, Як-7б, Як-9                                  |
| 07.09.1945 г. | Закавказский военный округ      | 11-я воздушная армия                    | 236-я истребительная авиационная дивизия               |                                                    |
| 15.12.1959 г. | Закавказский военный округ      | 34-я воздушная армия                    | 236-я истребительная авиационная дивизия               | переименован в апиб                                |
| 12.04.1960 г. | Закавказский военный округ      | 34-я воздушная армия                    |                                                        |                                                    |
| 13.10.1984 г. | ОКСВА                           | 40-я армия                              | 34-й смешанный авиационный корпус                      | Афганистан                                         |
| 08.10.1985 г. | Закавказский военный округ      | 34-я воздушная армия                    | 36-я авиационная дивизия истребителей-бомбардировщиков | Су-17                                              |
| 1988 г.       | Закавказский военный округ      | 34-я воздушная армия                    | 36-я бомбардировочная авиационная дивизия              | Су-24, переименован в бап                          |
| 1992 г.       | Северо-Кавказский военный округ | 4-я воздушная армия                     | 36-я бомбардировочная авиационная дивизия              | расформирован                                      |

## Участие в сражениях и битвах

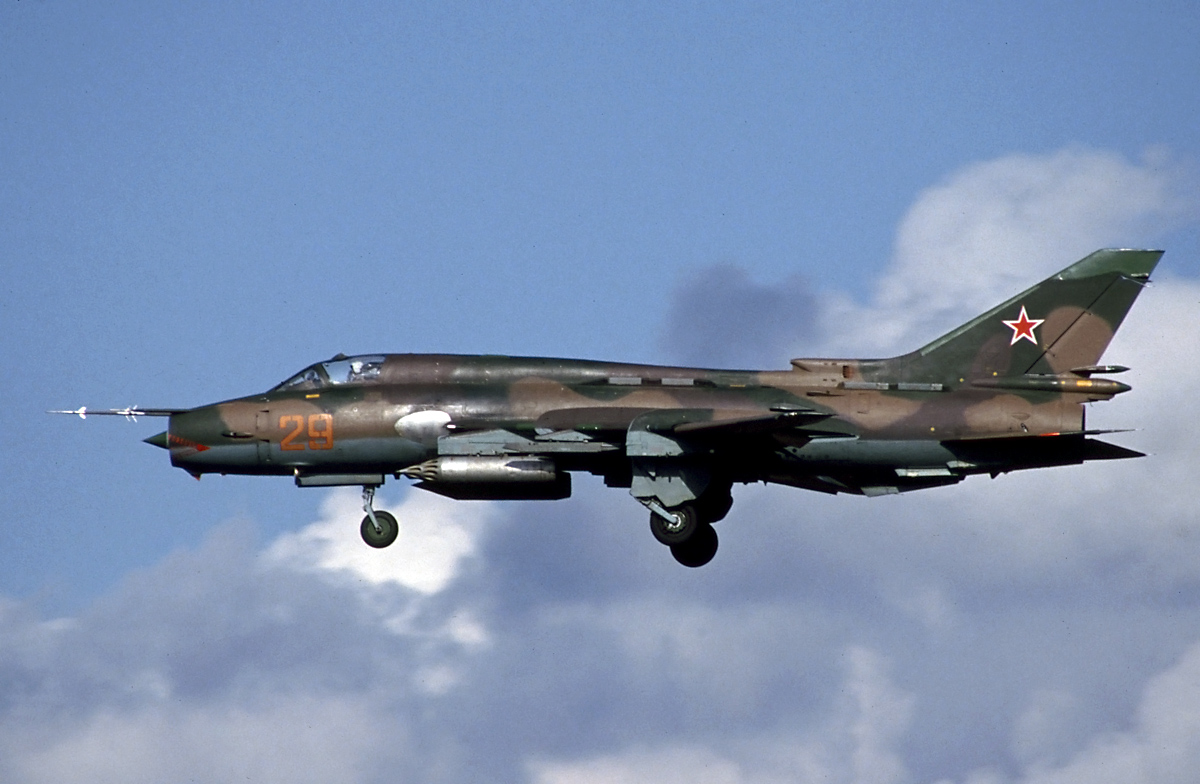
Су-17

Великая Отечественная война (1944—1945):
- Корсунь-Шевченковская операция — с 5 февраля 1944 года по 17 февраля 1944 года.
- Проскуровско-Черновицкая наступательная операция — с 4 марта 1944 года по 17 апреля 1944 года.
- Львовско-Сандомирская операция — с 13 июля 1944 года по 29 августа 1944 года.
- Ясско-Кишинёвская операция — с 20 августа 1944 года по 29 августа 1944 года.
- Белградская операция — с 28 сентября 1944 года по 20 октября 1944 года.

Война в Афганистане

## Награды
168-й гвардейский Феодосийский истребительный авиационный полк 10 августа 1944 года за образцовое выполнение заданий командования в боях с немецкими захватчиками за овладение городом Станислав и проявленные при этом доблесть и мужество Указом Президиума Верховного Совета СССР награждён орденом Красного Знамени.

## Благодарности Верховного Главнокомандования

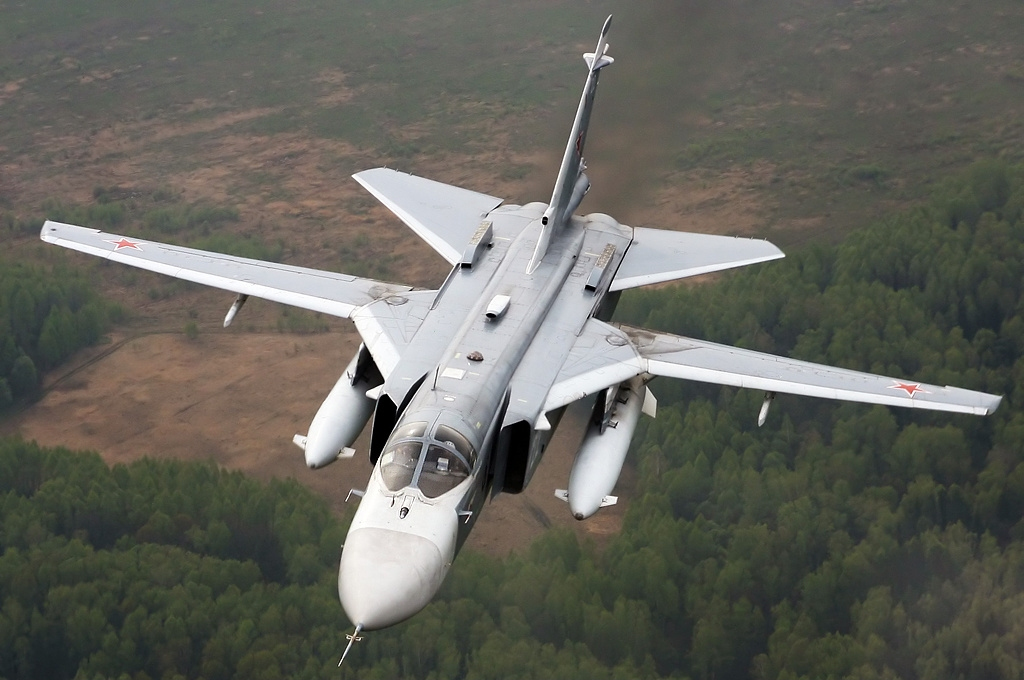
Су-24

Верховным Главнокомандующим объявлены благодарности:
- за освобождение города Киев[7].

## Благодарности Верховного Главнокомандующего
Воинам полка в составе 10-й гвардейской штурмовой авиационной Воронежско-Киевской Краснознамённой орденов Суворова и Кутузова дивизии Верховным Главнокомандующим объявлены благодарности:
- За отличие в боях при овладении городами Порицк, Горохов, Радзехов, Броды, Золочев, Буек, Каменка, городом и крупным железнодорожным узлом Красное и занятии свыше 600 других населенных пунктов[8].
- За отличие в боях при овладении областным центром Украины городом Станислав — крупным железнодорожным узлом и важным опорным пунктом обороны немцев в предгорьях Карпат[9].
- За отличие в боях при овладении городами Яссы, Тыргу-Фрумос и Унгены[10].
- За отличие в боях при овладении штурмом городами и крупными узлами коммуникаций Фокшаны и Рымникул-Сэрат (Рымник) — важными опорными пунктами обороны немцев[11].
- За отличие в боях при овладении городом и основным центром нефтяной промышленности Румынии — Плоешти и освобождением всех нефтяных районов Румынии от немецких захватчиков[12].
- За отличие в боях при разгроме группировки немецких войск в районе Плоешти и вступлении в город Бухарест[13].

Воинам полка в составе 236-й истребительной авиационной Львовской Краснознамённой дивизии Верховным Главнокомандующим объявлены благодарности:
- За отличие в боях при освобождении города Белград[14].
- За отличие в боях при овладении городами Секешфехервар, Мор, Зирез, Веспрем, Эньинг, а также более 350 других населенных пунктов[15].

## Отличившиеся воины полка
- Кондрат Емельян Филаретович, полковник, командир полка, Указом Президиума Верховного Совета СССР от 1 мая 1943 года удостоен звания Героя Советского Союза будучи командиром 2-го гвардейского истребительного авиаполка 215-й истребительной авиадивизии 14-й воздушной армии Волховского фронта, «Золотая Звезда» № 3780
- Варчук Николай Изотович, майор, командир 737-го истребительного авиационного полка 291-й штурмовой авиационной дивизии 2-й воздушной армии, Указом Президиума Верховного Совета СССР от 28 сентября 1943 года удостоен звания Героя Советского Союза. Посмертно.
- Пологов Павел Андреевич, майор, штурман 737-го истребительного авиационного полка 207-й истребительной авиационной дивизии 3-го смешанного авиационного корпуса 17-й воздушной армии 2 сентября 1943 года удостоен звания Герой Советского Союза. Золотая Звезда № 1724
- Кипень, Василий Афанасьевич, лётчик полка во время Великой Отечественной войны с 1942 года, Указом Президиума Верховного Совета СССР от 5 апреля 1971 года за выдающиеся успехи в выполнении заданий пятилетнего плана по развитию автомобильной промышленности удостоен звания Героя Социалистического Труда со вручением ордена Ленина и золотой медали «Серп и Молот». Медаль № 15862.

## Статистика боевых действий
Всего за годы Великой Отечественной войны полком:
| Выполнено боевых вылетов | Сбито самолётов в воздухе | Уничтожено самолётов всего |
| ------------------------ | ------------------------- | -------------------------- |
| 9461                     | 164                       | 254                        |

Свои потери:
| Потеряно самолётов, всего | Погибло лётчиков всего | Погибло лётчиков в воздушных боях | Не вернулись с боевого задания | Погибло при налётах и прочие небоевые потери | Погибло в авиакатастрофах и умерло от ран |
| ------------------------- | ---------------------- | --------------------------------- | ------------------------------ | -------------------------------------------- | ----------------------------------------- |
| 130                       | 64                     | 21                                | 29                             | 5                                            | 9                                         |

## Базирование полка
| Период                  | Аэродром                         |
| ----------------------- | -------------------------------- |
| 05.1945 — 08.1945       | Югославия                        |
| 07.09.1945 — 10.1984    | Большие Шираки, Грузия           |
| 10.10.1984 — 28.09.1985 | Кандагар, Афганистан             |
| 09.1985 — 1991          | Большие Шираки, Грузия           |
| 1991 — 1992             | Мариновка, Волгоградская область |

## Самолёты на вооружении
| Период      | Самолёты    |
| ----------- | ----------- |
| 1941 — 1942 | МиГ-3       |
| 1941 — 1942 | ЛаГГ-3      |
| 1942 — 1944 | Як-1        |
| 1942 — 1944 | Як-7Б       |
| 1944 — 1951 | Як-9        |
| 1951 — 1956 | МиГ-15      |
| 1956 — 1965 | МиГ-17      |
| 1965 — 1978 | Су-7БКЛ     |
| 1978 — 1988 | Су-17М2, М3 |
| 1988 — 1991 | Су-24       |